# Tico et ses amis
Tico et ses amis (七つの海のティコ, Nanatsu no umi no Tico, Tico des sept mers) est un anime japonais en 39 épisodes d'une vingtaine de minutes diffusée entre le 16 janvier et le 18 décembre 1994 sur Fuji Television.
En France, la série a été partiellement diffusée (22 épisodes) à partir du 24 juin 1996 sur TF1 dans le Club Dorothée, puis intégralement à partir du 1er septembre 1997 sur France 3 dans Le Réveil des Babalous. Rediffusion en 1998 sur AB cartoons, en 1999 sur Mangas, en 2002 sur AB1 et en 2006 sur NT1.
Depuis le 20 octobre 2020, l'intégralité de la série est disponible sur la chaine YouTube TeamKids.

## Synopsis
Le Peperochino est un bateau chalutier d'observation de la vie marine. Son capitaine Scott, océanologue, parcours les mers avec sa fille Nanami et son meilleur ami Al à la recherche d'un animal mythique : la Baleine lumineuse, une baleine blanche unique évoquée dans de nombreuses légendes marines. Ils voyagent accompagnés de Tico, une orque femelle qui s'est liée d'amitié avec Nanami. Mais un groupe d'industriels envoie des scientifiques, sous la coupe du professeur Leconte, pour faire des recherches sur le torontium, une étrange matière lumineuse en lien avec la baleine mythique, leur but étant de fabriquer une arme biochimique avec celle-ci. Scott, Nanami, Al et Tico vont se retrouver régulièrement confrontés à Leconte et son équipe, vivant ainsi de nombreuses et dangereuses aventures au cours desquelles ils croiseront la route de Cheryl, une riche héritière anglaise et son majordome James ainsi qu'un jeune garçon doué en informatique : Thomas qui n'est autre que le fils du professeur Leconte.

## Fiche technique
- Studio d’animation : Nippon Animation
- Année de production : 1994
- Créateur : Akira Hiro
- Réalisateur : Jun Takagi
- Producteur executif : Kōichi Motohashi
- Character design : Satoko Morikawa, Akiko Morikawa
- Scénariste : Aya Matsui, Hideki Mitsuhi, Akira Hirō
- Directeur artistique : Shigeru Morimoto
- Décors : Kazue Itō, Shigeru Morimoto
- Compositeur : Kyō Sanae
- Musique : Hibiki Mikazu

## Voix françaises
- Générique : Dorothée
- Nanami Simpson : Sylvie Jacob
- Scott : Jérôme Keen
- Alphonzo (Al) : Michel Lasorne
- Cheryl Melville : Déborah Perret
- Thomas Leconte : Francette Vernillat
- James : Serge Bourrier
- Toupia : Brigitte Lecordier
- Maggy : Patricia Legrand
- voix additionnelles : Laurent Morteau

## Épisodes
1. La petite aventurière
2. Le trésor des pirates des Caraïbes
3. Les braconniers de l'Atlantique
4. Fuyons !
5. Nuit blanche à Rio de Janeiro
6. La baleine bleue
7. Thomas dans la bulle
8. La chasse aux trésors
9. Le trésor et mon secret
10. Tico prend la route
11. Nanami princesse des océans
12. Maggy
13. Série noire
14. Retour au pays
15. Vols en tout genre
16. Tico future maman
17. Bienvenue à Junior
18. Projet de mariage
19. Marée noire
20. Copain copain
21. La baleine et le serpent
22. Le secret de l'iceberg
23. Adieu Tico
24. Le chant de la baleine
25. Souvenirs enfouis
26. Le piano de maman
27. Le bateau fantôme
28. Ne me parlez pas de poulpes !
29. L'île aux papillons
30. L'œuf magique
31. Cheryl et Scott, seuls sur une île
32. Le cœlacanthe
33. Le calamar géant
34. Toutes voiles dehors
35. La dernière chance
36. La baleine lumineuse est en danger
37. La forteresse de l'Atlantique
38. La baleine nous éclaire
39. Le cercle lumineux

## Autour de la série
Tico et ses amis est l'une des rares séries de cette époque à ne pas être adapté d'un roman ou d'un manga papier préexistant, c'est une œuvre totalement originale. Produite en 1994 par Nippon Animation sous le label World Masterpiece Theater (WMT), la série n'a en effet pas grand-chose à voir avec les œuvres produites habituellement par le Studio. Les épisodes sont tous bien remplis, il y a peu de temps morts bien que certains soient beaucoup plus soignés que d'autres (notamment le 23e et 24e épisode). La qualité graphique n'est pas mauvaise, les mouvements sont fluides mais les traits restent tout de même assez simples.
De nombreuses critiques sont présentes et remettent en cause la responsabilité de l'Homme vis-à-vis de la Nature. Pollution, trafic, exploitation d'animaux... sont des thèmes revenant souvent donnant ainsi un intérêt fort à la série. En effet la quête de la baleine légendaire, l'histoire principale, n'est pas vraiment présente dans la série, elle l'est seulement aux 6 derniers épisodes.
Tico se distingue aussi par un autre « point fort » : sa bande-originale qui doit être l'une des plus belles des anime des années 90.
En France, la série a eu un certain succès ; en 1996 elle est arrivée 29e à l'Anime Grand Prix français organisé par le magazine Animeland dans la rubrique « séries télé ». À noter que c'est la seule série avec Princesse Sarah à appartenir aux WMT à avoir été citée pour ce vote.
Au Japon, la série existe en DVD (9 en tout) et un film a même été produit, quatre albums et un CD single sont également sortis. Une figurine de 10 cm a été créée ainsi qu'un Artbook. Aujourd'hui, aucun objet relatif à Tico n'a été importé en France.
Un ligt novel en trois tomes écrit par Akira Hirō et illustré par Satoko Morikawa publié en 1994 est une adaptation de l'animé. Il est édité en France par Black Box en janvier 2023.